# 強制和議
強制和議（きょうせいわぎ）とは、債務者（破産者）と債権者の間の協定により、破産を予防し、または破産的清算によることなく破産手続を終了させる制度。和議法及び旧破産法において規定されていた。
民事再生法の制定と旧破産法の廃止に伴い、強制和議の制度は廃止された。

## 強制和議の性質
強制和議は、債務者（破産者）による和議の提供と債権者の多数の同意、裁判所の認可を要する。このようにして成立した強制和議は、同意しない債権者に対しても拘束力を有することから、その法的性質をどのように解するか、見解が分かれていた。主な見解としては、破産者と破産債権者との間で締結される契約（和解契約）であるとする説（契約説）、一種の形式的裁判であるとする説（裁判説）、債務者、債権者、裁判所の三行為の混成であるとする説（混成行為説）等が主張されており、このうち、契約説が支配的であったが、法律的観念として債権者団体を認める点において、これを批判する見解も有力であった。

## 破産法上の強制和議
旧破産法第9章に規定されており、破産的清算によることなく破産手続を終結させる制度である。

### 強制和議手続
破産法上の強制和議手続は、破産者から和議の提供があって開始される。破産者が和議の提供をするには、弁済の方法等、和議条件を申し出なければならない（旧破産法294条）。
破産者の提供した和議は、債権者集会の期日（和議期日）において議決される。和議を可決するには、議決権を行使できる出席和議債権者の過半数であって、かつ、届出をした和議債権者の総債権の4分の3以上の同意が必要となる（旧破産法306条1項）。
強制和議は、債権者集会で可決された後、裁判所の認可決定の確定により効力を生じる。

### 強制和議の効力
強制和議の認可決定が確定すると、破産管財人は現務の結了させ、債権者集会へ報告する（旧破産法168条）。その後、裁判所は破産終結決定をする（旧破産法324条）。
破産終結により、破産者は財産の管理処分権を回復し、当然に復権する（旧破産法366条ノ21）。破産債権は、和議条件にしたがって変更を受ける。
和議の効力を受けている債権者は、従前の債権については破産の申立ができない（旧破産法342条）。

## 和議法上の和議
「破産予防の和議」「破産宣告前の和議」等と呼ばれ、破産の予防を目的とした手続きである。和議法の条文上、単に「和議」とされるが、1条において「本法ニ於テ和議ト称スルハ破産予防ノ為ニスル強制和議ヲ謂フ」とされており、強制和議の一種である。

### 和議開始の要件
和議能力
和議手続における債務者となりうる資格を和議能力という。和議能力は、自然人及び法人等一般について認められていたが、和議が不成功に終われば破産手続に移行するため、破産能力のない者は和議能力も認められない。また、相続財産に関しては、破産能力が認められていたものの、和議能力は有しない（和議法12条2項）。
和議原因
「破産ノ原因タル事実アル場合」（和議法12条1項）に和議開始の申立をすることができる。すなわち、自然人と法人に共通する和議原因は支払不能であり（旧破産法126条1項）、法人（合名会社及び合資会社を除く）特有の和議原因として債務超過がある（旧破産法127条）。
このように、和議原因が破産原因と同一であることから、「債務者の経済的更生を図るには、実は時機的に遅すぎる」という批判があった。

### 和議開始の申立
和議裁判所に対し、債務者が和議開始の申立をすることで和議手続が開始する。民事再生法と異なり、和議開始の申立をすることができるのは債務者（債務者が法人の場合は、その理事等）のみであり、債権者には申立権が認められていなかった。
和議開始の申立には、弁済方法等、裁判所に対する和議条件の申出を同時にしなければならなかった（和議法13条1項）。しかし、十分な根拠を持たない和議条件が立案されがちであったことが、和議法の問題点として指摘されている。
破産宣告があった後は、和議開始の申立をすることはできないが（和議法16条）、和議開始の申立と破産申立とが競合した場合、破産手続を中止して和議手続を進めることになる（和議法17条）。

### 和議開始の効力
和議開始決定により和議手続が開始し（和議法2条）、同時に管財人（和議管財人）が選任される（和議法27条1項）。
和議の開始は破産宣告と異なり、原則として債務者の財産管理処分権に影響を及ぼさない（和議法32条1項）。また、民事再生法における管財人（再生管財人）と違い、手続開始と同時に必ず選任されるが、和議管財人には債務者の財産を直接管理処分する権限を有しておらず、債務者の行為を監督し、調査・報告等を行うことをその任務としている。そのため、債務者が従前どおり自己の財産に関する管理処分権を行使することになる。
ただし、「通常ノ範囲ニ属セサル行為」については和議管財人の同意を要し（和議法32条1項）、通常の範囲に属する行為であっても、管財人の異議があるときは、債務者がこれをなすことができない（和議法32条2項）。また、管財人は、自ら金銭の収支をなすべきことを、債務者に請求できる（和議法34条）。
和議手続中は、和議債権につき個別執行が禁止される。すなわち、債務者の財産に対し、強制執行や仮処分、仮差押をすることができない。また、和議開始前に着手された個別執行手続きも中止される（和議法40条）。

### 和議債権
債務者に対し、和議開始前の原因に基づいて生じた財産上の請求権を和議債権という（和議法41条）。ただし、一般の先取特権等、一般の優先権のある債権は和議債権とならず（和議法42条）、和議手続に関わらず個別執行が可能である。
和議債権は、和議債権者が届け出る必要がある。

### 和議の成立と認否
和議開始決定と同時に裁判所によって指定された期日に、債権者集会が開かれる。債務者は、債権者集会の期日に出頭し、強制和議の申立をする。これを和議の提供といい、原則として口頭でしなければならない。
和議の提供に対し、可否の決議がされる。和議を可決するには、議決権を行使できる出席和議債権者の過半数であって、かつ、届出をした和議債権者の総債権の4分の3以上の同意が必要となる（和議法49条1項、旧破産法306条1項）。この決議要件の厳格さも和議法の問題点として指摘されていた。
債権者集会で和議が可決されたときは、和議裁判所は、和議の認否につき決定をする。

### 和議の効力
和議は、裁判所の認可決定の確定時から効力を生じる（和議法45条）。和議の効果は、債権者が和議に参加したか否か、和議手続に参加したか否かに関わらず、全ての和議債権者に及び、全ての和議債権は、和議条件どおりに変更される。
和議債権については、債権表が作成されるが、この債権表自体には債務名義としての効力が認められない。

### 牽連破産
和議開始手続を、和議の可決をせずに中止することを和議の廃止という。和議廃止決定がなされると、和議手続終了し、同時に申立又は職権により破産宣告がなされて破産手続へと移行する。和議不認可又は和議取消の決定が確定した場合も同様である（9条）。
和議手続が不成功に終わった場合のように、破産を回避する手続きが失敗したことと関連して開始される破産手続を牽連破産という。
和議手続から移行する牽連破産に関しては、和議法に特則が置かれている。